# Lante

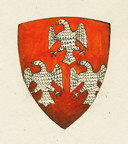
Stemma dei Lante

I Lante, o Lanti, Del Lante, sono un'antica famiglia toscana di origine pisana, con un ramo che nel XVI secolo si stabilì a Roma e, fondendosi per matrimonio con i Della Rovere, diede origine ai Lante Montefeltro della Rovere.

## Storia

### Origini

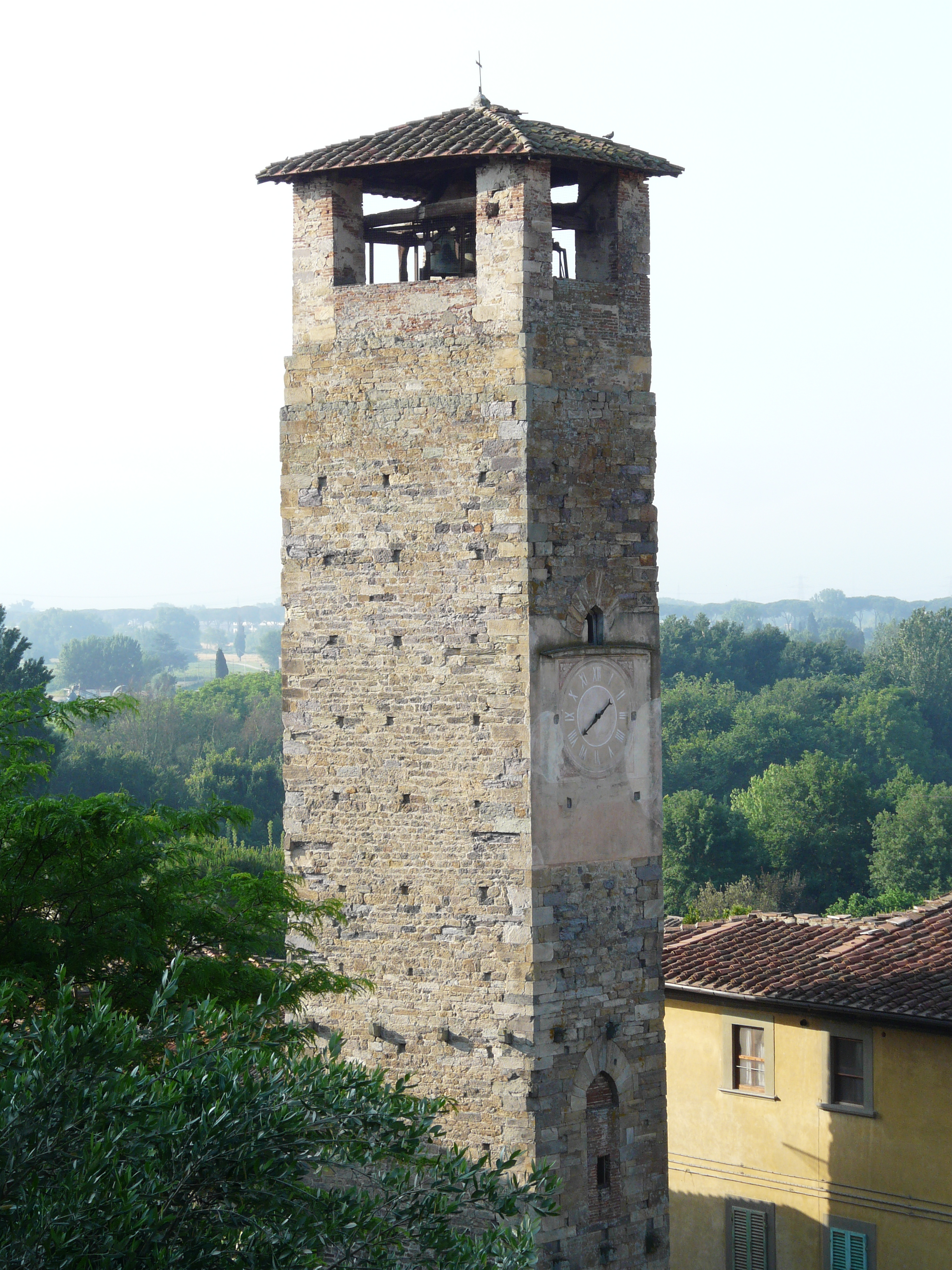
La torre dell'orologio di Vicopisano, borgo nei pressi di Pisa luogo d'origine dei Lante

I Lante, detti anche Lante da Vico, da una località nel pisano, Vicopisano, dove la famiglia possedeva anticamente un castello, attestata sin dal 1190 con Bacciameo Lante che fu console della Repubblica di Pisa.
Le fonti parlano anche di precedenti origini germaniche, tuttavia molti storici considerano il capostipite Michele Lante da Vico, notaio vivente nel 1320 a Vicopisano, che fu anziano del Reggimento, cancelliere del Comune di Pisa e consigliere di Fazio della Gherardesca.
Francesco, figlio di Michele, entrò nell'Ordine dei Frati Minori e fu vescovo di Luni, Brescia, Cremona e Bergamo. Il fratello Pietro fu un noto giurista nella metà del XIV secolo. Con Alfonso di Agnolo un ramo dei Lante ottenne nel 1612 anche la cittadinanza fiorentina.

### Lante a Roma

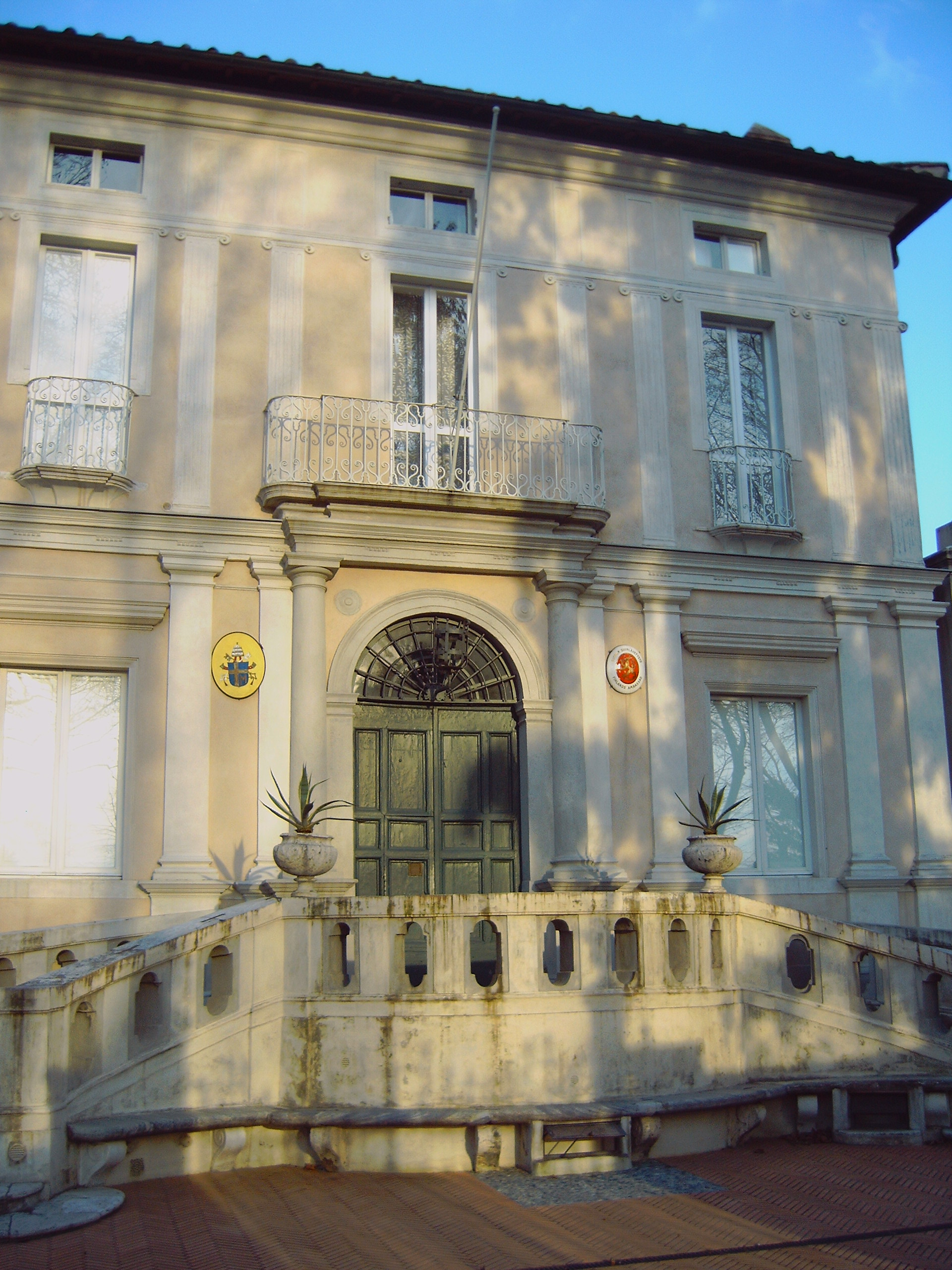
Villa Lante al Gianicolo, Roma

Nel 1512, uno dei membri della famiglia, Gerardo Lante (1460 - 1520), acquistò dei terreni sul colle Gianicolo, a Roma. Suo figlio Michele (1490 - 1550) fu il primo membro della famiglia a risiedere permanentemente a Roma. Questi cedette parte dei terreni del padre a Baldassarre Turini, che vi edificò una villa, opera di Giulio Romano. Michele Lante entrò nel patriziato romano grazie al matrimonio con Antonina Astalli.
Nel 1551, in seguito alla morte di Turini, la famiglia Lante acquistò la villa, che divenne così villa Lante, che fu ceduta nel 1817 ai Borghese.

### Lante e i Della Rovere
Quando, nel 1609, Marc'Antonio Lante, Marchese di San Lorenzo e Monteleone (1566 - 1643), nipote di Michele, sposò Lucrezia della Rovere, la famiglia Lante si fuse con la nobile famiglia romana dei della Rovere, famiglia che aveva già espresso i papi Sisto IV e Giulio II ed erano divenuti Duchi di Urbino. Da allora la discendenza recò il cognome Lante Montefeltro della Rovere.
Quando, un secolo dopo, all'inizio degli anni quaranta del XVII secolo, il giardino della villa fu in parte espropriato per la costruzione delle mura gianicolensi, i Lante, nella persona del figlio di Marc'Antonio, ebbero in cambio da papa Urbano VIII la villa di Bagnaia e il titolo di duchi di Bomarzo.
Il I duca di Bomarzo fu, nel 1646, Ippolito Lante Montefeltro della Rovere (15 giugno 1618 - Roma, 29 giugno 1688).
A partire dal XVI secolo, alcuni membri della famiglia percorsero anche la carriera ecclesiastica.
Tra essi si ricorda Marcello Lante (1569-1652), vescovo di Todi, cardinale e camerlengo, che partecipò tra l'altro ai conclavi del 1621, del 1623 e del 1644 ed era figlio di Lodovico Lante della Rovere e di Lavinia Maffei, nipote per parte di madre dei cardinali Bernardino e Marcantonio Maffei, cugino del cardinale Orazio Maffei, zio dei cardinali Gregorio Naro e Tiberio Cenci per parte della loro madre, prozio del cardinale Federico Marcello Lante Montefeltro della Rovere.
Sua sorella era sposata con il fratello di papa Paolo V.
Con Marcello Lante la famiglia raggiunse i massimi livelli della nobiltà romana.
Oltre alla villa Lante, la famiglia possedeva un palazzo in Piazza Sant'Eustachio, nel centro di Roma, ove normalmente risiedeva.
Appartiene a questa famiglia l'attrice Lucrezia Lante della Rovere.

## Duchi di Bomarzo (1646-1836), poi duchi Lante della Rovere
Questa famiglia si originò da Ippolito Lante Montefeltro della Rovere, figlio di Marcantonio Lante, marchese di San Lorenzo e Monteleone, e di Lucrezia della Rovere. Il feudo venne acquistato da Marzio Orsini nel 1646 ed il titolo ducale di Bomarzo, i cui diritti feudali posseduti anche su Chia, Mugnano e Attigliano vennero refutati al Papa nel 1816, fu ceduto ai Borghese nel 1836 da Giulio ultimo duca Lante di Bomarzo.
- Don Ippolito (1618-1688), I duca di Bomarzo, acquista i marchesati di Belmonte e di Rocca Sinibalda (acquistata dai Mattei nel 1678) e della baronia di Antuni;
- Don Antonio (1648-1716), II duca di Bomarzo, I principe di Belmonte, marchese di Rocca Sinibalda, Barone di Antuni, Grande di Spagna di prima classe;
- Don Ludovico (1683-1727), III duca di Bomarzo, II principe di Belmonte, Principe Romano, Marchese di Rocca Sinibalda, Barone di Antuni, Grande di Spagna di prima classe;
- Don Filippo (1709-1771), IV duca di Bomarzo, III principe di Belmonte e Grande di Spagna di prima classe, Nobile di Foligno, vende i feudi di Rocca Sinibalda, Antuni e Belmonte per comprare il feudo di Santa Croce di Magliano ed il feudo di Cantalupo con il titolo di principe;
- Don Luigi (1740-1795), V duca di Bomarzo, principe di Cantalupo, Duca di Santa Croce di Magliano, Grande di Spagna di prima classe, Nobile di Foligno;
- Don Vincenzo (1760-1811), VI duca di Bomarzo, principe di Cantalupo, Grande di Spagna di prima classe, Nobile di Foligno, fratellastro del precedente;
- Don Giulio (1789-1873), VII duca di Bomarzo, principe di Cantalupo, Principe Romano, Grande di Spagna di prima classe, Nobile romano coscritto, Nobile di Foligno, vende il feudo di Bomarzo trasferendo il titolo ducale sul cognome diventando I duca Lante della Rovere, principe di Cantalupo, Principe Romano, Grande di Spagna di prima classe, Nobile romano coscritto, Nobile di Foligno;
- Don Filippo (1800-1881), II duca Lante della Rovere, principe di Cantalupo, Principe Romano, Grande di Spagna di prima classe, Nobile romano coscritto, Nobile di Foligno;
- Don Antonio (1831-1897), III duca Lante della Rovere, principe di Cantalupo, Principe Romano, Grande di Spagna di prima classe, Nobile romano coscritto, Nobile di Foligno, cugino del precedente;
- Don Pietro (1867-1924), IV duca Lante della Rovere, Grande di Spagna di prima classe, Nobile romano, Nobile di Foligno, muta il proprio cognome in Lante della Rovere eliminando Montefeltro;
- Don Antonio (1904-1954), V duca Lante della Rovere, Grande di Spagna di prima classe, Nobile romano, Nobile di Foligno;
- Don Pietro (1928-2012), VI duca Lante della Rovere, Grande di Spagna di prima classe, Nobile romano, Nobile di Foligno;
- Don Marcantonio (n.1957), VII duca Lante della Rovere, Grande di Spagna di prima classe, Nobile romano, Nobile di Foligno.

Erede è Don Antonio (n.1986), Nobile romano e Nobile di Foligno, figlio di Marcantonio.

## Albero genealogico
|                     |                     |                    |                    |                      |                      |                         |                         |                                           |                                           |                        |                                                          |                               |                               |                      |                      |                      |                   |                   |
|                     |                     |                    |                    |                      |                      |                         |                         |                                           |                                           |                        | Marcantonio *1566 †1643 ⚭ Lucrezia Della Rovere *? †1652 |                               |                               |                      |                      |                      |                   |                   |
|                     |                     |                    |                    |                      |                      |                         |                         |                                           |                                           |                        |                                                          |                               |                               |                      |                      |                      |                   |                   |
|                     |                     |                    |                    |                      |                      |                         |                         |                                           |                                           |                        |                                                          |                               |                               |                      |                      |                      |                   |                   |
|                     |                     |                    |                    |                      |                      |                         |                         |                                           |                                           | Lodovico *? †~1649     | Lodovico *? †~1649                                       | Ippolito *1618 †1688          | Ippolito *1618 †1688          |                      |                      |                      |                   |                   |
|                     |                     |                    |                    |                      |                      |                         |                         |                                           |                                           |                        |                                                          |                               |                               |                      |                      |                      |                   |                   |
|                     |                     |                    |                    |                      |                      |                         |                         |                                           |                                           |                        |                                                          |                               |                               |                      |                      |                      |                   |                   |
|                     |                     |                    |                    |                      |                      |                         |                         |                                           |                                           | Antonio *1648 †1716    | Antonio *1648 †1716                                      | Marcello *1652 †?             | Marcello *1652 †?             | Luigi *1653 †?       | Luigi *1653 †?       |                      |                   |                   |
|                     |                     |                    |                    |                      |                      |                         |                         |                                           |                                           |                        |                                                          |                               |                               |                      |                      |                      |                   |                   |
|                     |                     |                    |                    |                      |                      |                         |                         |                                           |                                           |                        |                                                          |                               |                               |                      |                      |                      |                   |                   |
|                     |                     |                    |                    |                      |                      |                         |                         | Ludovico *1683 †1727                      | Ludovico *1683 †1727                      | Alessandro *1691 †1732 | Alessandro *1691 †1732                                   | Federico Marcello *1695 †1773 | Federico Marcello *1695 †1773 |                      |                      |                      |                   |                   |
|                     |                     |                    |                    |                      |                      |                         |                         |                                           |                                           |                        |                                                          |                               |                               |                      |                      |                      |                   |                   |
|                     |                     |                    |                    |                      |                      |                         |                         |                                           |                                           |                        |                                                          |                               |                               |                      |                      |                      |                   |                   |
|                     |                     |                    |                    |                      |                      |                         | Filippo *1709 †1771     | Filippo *1709 †1771                       | Francesco *1713 †?                        | Francesco *1713 †?     |                                                          |                               |                               |                      |                      |                      |                   |                   |
|                     |                     |                    |                    |                      |                      |                         |                         |                                           |                                           |                        |                                                          |                               |                               |                      |                      |                      |                   |                   |
|                     |                     |                    |                    |                      |                      |                         |                         |                                           |                                           |                        |                                                          |                               |                               |                      |                      |                      |                   |                   |
| Antonio *1737 †1817 | Antonio *1737 †1817 | Emilio *1740 †1765 | Emilio *1740 †1765 | Luigi *1744 †1795    | Luigi *1744 †1795    | Guido *1750 † ante 1795 | Guido *1750 † ante 1795 | Virginio *1759 †giovane                   | Virginio *1759 †giovane                   | Vincenzo *1760 †~1816  | Vincenzo *1760 †~1816                                    | Alessandro *1762 †1818        | Alessandro *1762 †1818        | Pietro *1767 †1832   | Pietro *1767 †1832   |                      |                   |                   |
|                     |                     |                    |                    |                      |                      |                         |                         |                                           |                                           |                        |                                                          |                               |                               |                      |                      |                      |                   |                   |
|                     |                     |                    |                    |                      |                      |                         |                         |                                           |                                           |                        |                                                          |                               |                               |                      |                      |                      |                   |                   |
|                     |                     |                    |                    | Ludovico *1771 †1772 | Ludovico *1771 †1772 |                         |                         | Giulio *1789 †1873                        | Giulio *1789 †1873                        | Filippo *1800 †1881    | Filippo *1800 †1881                                      | Ludovico *1803 †1882          | Ludovico *1803 †1882          | Antonio *1831 †1897  | Antonio *1831 †1897  |                      |                   |                   |
|                     |                     |                    |                    |                      |                      |                         |                         |                                           |                                           |                        |                                                          |                               |                               |                      |                      |                      |                   |                   |
|                     |                     |                    |                    |                      |                      |                         |                         |                                           |                                           |                        |                                                          |                               |                               |                      |                      |                      |                   |                   |
|                     |                     |                    |                    |                      |                      |                         |                         | Caterina *1828 †? ⚭ Pio Grazioli *? †1884 | Caterina *1828 †? ⚭ Pio Grazioli *? †1884 |                        | Pietro *1867 †1924                                       | Pietro *1867 †1924            | Federico *1870 †1950          | Federico *1870 †1950 | Ludovico *1871 †1923 | Ludovico *1871 †1923 | Luigi *1880 †1931 | Luigi *1880 †1931 |
|                     |                     |                    |                    |                      |                      |                         |                         |                                           |                                           |                        |                                                          |                               |                               |                      |                      |                      |                   |                   |
|                     |                     |                    |                    |                      |                      |                         |                         |                                           |                                           |                        |                                                          |                               |                               |                      |                      |                      |                   |                   |
|                     |                     |                    |                    |                      |                      |                         |                         | Grazioli Lante Della Rovere               | Grazioli Lante Della Rovere               | Antonio *1904 †1954    | Antonio *1904 †1954                                      | Filippo *1908 †1965           | Filippo *1908 †1965           |                      | Giulio *1905 †1926   | Giulio *1905 †1926   |                   |                   |
|                     |                     |                    |                    |                      |                      |                         |                         |                                           |                                           |                        |                                                          |                               |                               |                      |                      |                      |                   |                   |
|                     |                     |                    |                    |                      |                      |                         |                         |                                           |                                           |                        |                                                          |                               |                               |                      |                      |                      |                   |                   |
|                     |                     |                    |                    |                      |                      | Pietro *1928 †2012      | Pietro *1928 †2012      | Ludovico *1931 †1985                      | Ludovico *1931 †1985                      | Francesco *1933        | Francesco *1933                                          | Alessandro *1936 †1995        | Alessandro *1936 †1995        |                      | Federico *1938 †2001 | Federico *1938 †2001 |                   |                   |
|                     |                     |                    |                    |                      |                      |                         |                         |                                           |                                           |                        |                                                          |                               |                               |                      |                      |                      |                   |                   |
|                     |                     |                    |                    |                      |                      |                         |                         |                                           |                                           |                        |                                                          |                               |                               |                      |                      |                      |                   |                   |
|                     |                     |                    |                    |                      |                      | Marcantonio *1957       | Marcantonio *1957       | Federico *1959                            | Federico *1959                            | Antonio *1962          | Antonio *1962                                            | Lucrezia *1966                | Lucrezia *1966                | Francesco *1966      | Francesco *1966      | Pietro *1971         | Pietro *1971      |                   |

## Stemma
Lo stemma della famiglia Lante è costituito da tre aquile bianche coronate su sfondo rosso. Lo stemma dei Lante della Rovere è un troncato: 1º di rosso a tre aquilette d'argento coronate d'oro 2 e 1 (Lante); 2º d'azzurro alla rovere sradicata di oro con i rami passanti in doppia croce di Sant'Andrea (Della Rovere).

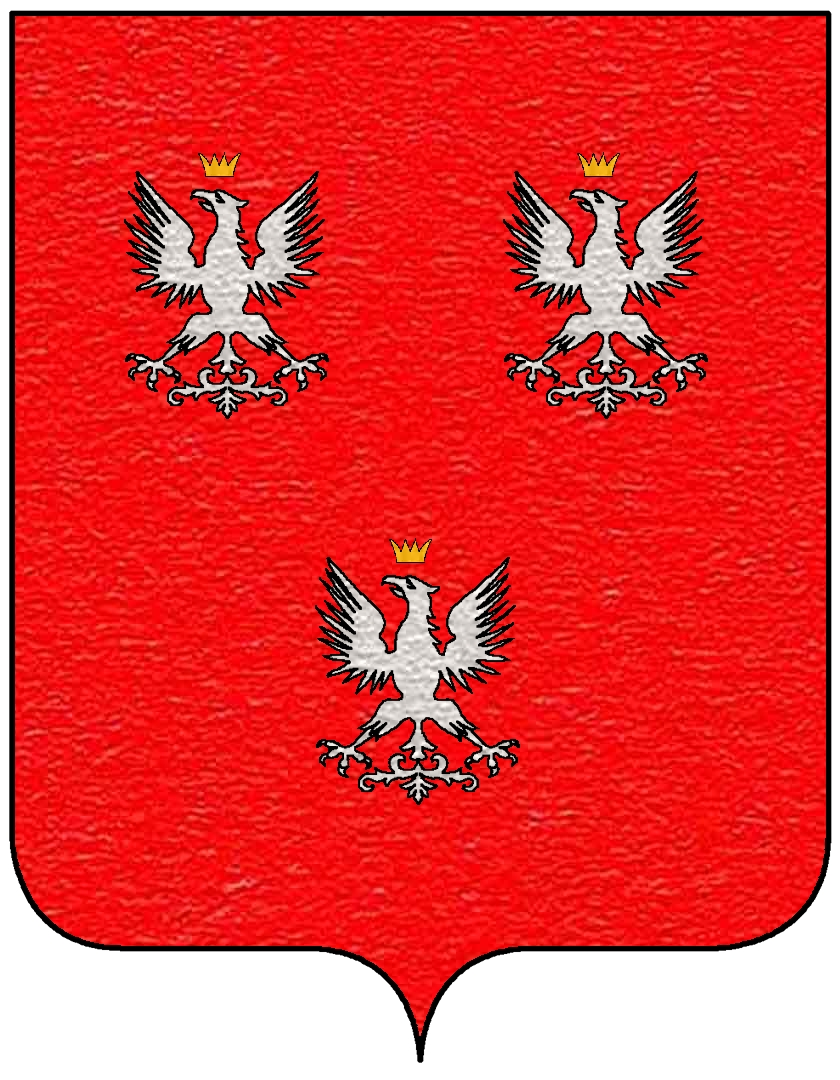
Stemma dei Lante o Lanti o Del Lante (Pisa, Firenze)
Stemma dei Lante Della Rovere o Lante Montefeltro Della Rovere (Bagnaia, Pisa, Roma)

## Membri illustri
- Michele Lante, vissuto a Vicopisano e Pisa nella prima metà del XIV secolo, notaio, anziano del Reggimento di Pisa, cancelliere del Comune di Pisa e consigliere di Fazio della Gherardesca.
- Pietro Lante, vissuto nel XIV secolo, giurista.
- Francesco Lante (Pisa, ... – Cremona, 1405), vescovo cattolico.
- Camilla del Lante, figura semi-leggendaria, si adoperò per la libertà di Pisa dal giogo fiorentino.
- Marcello Lante (Roma, 1569 – Roma, 19 aprile 1652), vescovo e cardinale.
- Federico Marcello Lante Montefeltro della Rovere (Roma, 18 aprile 1695 – Roma, 3 marzo 1773), cardinale e arcivescovo cattolico.
- Antonio Lante Montefeltro Della Rovere (Roma, 17 dicembre 1737 – Roma, 23 ottobre 1817), cardinale.
- Alessandro Lante Montefeltro Della Rovere (Roma, 27 novembre 1762 – Bologna, 14 luglio 1818), cardinale.
- Riccardo Grazioli Lante della Rovere (Roma, 21 aprile 1887 – Homs, 28 ottobre 1911), militare.